# 辻華
辻 華（つじ はな、2000年6月12日 - ）は、日本棋院東京本院所属の囲碁棋士。三段。東京都出身。

## 経歴
小学1年生の頃、両親の影響を受けて囲碁を始める。父・母ともに囲碁を打ち、アマ五段ほどの棋力だったという。師匠は持たずに囲碁教室や道場で囲碁に励み、小学5年生の時に日本棋院の院生となる。
その後日本棋院の棋士採用試験に挑み、2016年1-2月の女流棋士採用試験では上野愛咲美に白星を挙げたものの、序盤の2連敗が響き7勝2敗の2位（入段は8勝1敗の上野）。同年10-11月の冬季棋士採用試験（男女混合）本戦では、8勝7敗で9位。2017年1-2月、女流棋士採用試験で本戦6勝4敗の5位、同年9-11月、冬季棋士採用試験で本戦6勝9敗の11位。
2018年1-2月の女流棋士採用試験では本戦10勝1敗の成績を残したが、11戦全勝の加藤千笑に上を行かれ、ここでも入段ならず。しかしながら、2019年度より新設された女流特別採用推薦棋士制度により、2017年度の院生Aクラス5か月以上在籍が採用の条件を満たし、プロ入りが決まった。2019年4月1日、18歳で入段。
2020年には第32期女流名人戦でリーグ入り（0勝6敗で陥落）。また、第1回博多・カマチ杯ではベスト8。
2023年、第48期棋聖戦でファーストトーナメントを制し、自身初のCリーグ入り。第40期から採用された四段階リーグ方式だが、女流棋士のCリーグ入りは6人目。

## 人物
- 院生師範を務める釼持丈によれば、オールマイティに何でもこなす、バランス型の棋風。負けず嫌いな性格で、また、囲碁の普及にも高い意欲を持っているという[12]。
- 旅行が好きで、自然と触れ合ったりおいしいものを食べたりするのが楽しいとのこと[1]。
- 2022年度より、NHK杯テレビ囲碁トーナメントの読み上げを務めている[13]。

## 棋歴

### 良績
- 棋聖戦 Cリーグ（第48期）
- 女流名人戦 リーグ入り1期（第32期）

### 昇段履歴
- 2019年4月1日 入段
- 2022年1月1日 二段（賞金ランキング）[14]
- 2024年1月1日 三段（賞金ランキング）